# Lucius Accius
Lucius Accius (ou Attius) est un auteur de tragédies latines et d'ouvrages d'érudition né à Pisaurum, aujourd'hui Pesaro dans les Marches en 170 av. J.-C. et mort à Rome en 86 av. J.-C.

## Biographie
Il est vraisemblablement né en 170 av. J.-C., sous le consulat de Serranus et Mancius, à Pisaurum (Pesaro) en Ombrie. La date que propose Valère Maxime (3, 7, 11), 184 av. J.-C. est une erreur. Accius est un gentilice répandu en zone italique mais pas à Rome. Des grammairiens et compilateurs tardifs utilisent quelquefois l'orthographe Attius. Il est d'origine affranchie.
Pline l'Ancien rapporte qu'il se fit dresser dans le temple des Muses une statue très grande, quoiqu'il fût très petit.
Sa réplique la plus célèbre, reprise par Caligula, est certainement : oderint dum metuant (qu'ils me haïssent, pourvu qu'ils me craignent).
Il est mort vers 86 av. J.-C., selon Eusèbe rapporté par Jérôme.

### Postérité
Sa grande production tragique lui assure une postérité conséquente, ses pièces sont reprises des décennies après sa mort et restèrent longtemps au répertoire. Les auteurs qui l'empruntèrent sont larges que ce soit pour ses maximes, son lexique ou ses versions des mythes, avec des avis admiratifs : Caligula, Néron, Varron, Cicéron, Horace, Ovide, Vitruve, Velleius Paterculus qui le compare aux grecs, Columelle et Quintilien. En revanche, Sénèque, Perse et Martial sont assez négatifs.

## Œuvres

### Théâtre

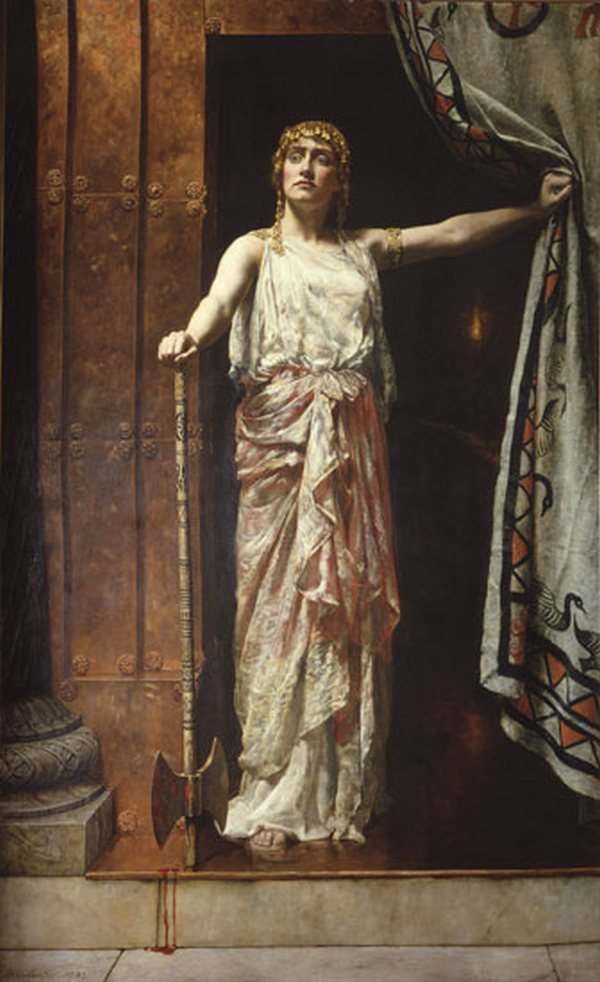
Clytemnestre après le meurtre de son mari Agamemnon, d'après la tragédie Agamemnonidae, tirée de l'Agamemnon d'Eschyle.

La production théâtrale est conséquente. Il lui est attribué 46 tragédies mythiques et 2 praetextae. Il n'a probablement pas composé de comédies même si certains éditeurs lui attribuent de manière contestable des fabula togata. En sachant que la tragédie attique était en moyenne de mille vers, Accius rédigea au moins 50 000 vers tragiques. Cependant, Accius a un mode de composition unique, c'est le seul tragique dont le corpus est organisé en cycles. Son œuvre est en deux grands ensembles, la guerre de Troie et la guerre des Sept Chefs ou guerre de Thèbes. Les ancêtres de la guerre de Troie selon la mythologie grecque ont participé à la guerre de Thèbes (Illiade, IV, 406). Chaque cycle comporte huit trilogies dans un ensemble de 24 pièces (même nombre de chants que l'Illiade, interconnectée et chronologique), d'Oenamus à Decius uel Aeneadae, de la Protohistoire au passé légendaire d'Italie. 
L'unité des cycles permet d'avoir une continuité chronologique et dont les pièces forment un tableau unitaire. Chaque tragédie est l'élément d'un tout, nommé poesis, proche de l'épopée, continuité de plusieurs poèmes. Les titres permettent de définir les cycles : guerre de Troie, des Pélopides, de Thèbes, de Calydon et des Argonautes. Ils furent décrits par Otto Ribbeck (en). Dix pièces ne peuvent être classées mais cela est dû au fait qu'Accius approfondit les dynasties au sein des épisodes et fait interférer les différents cycles entre eux pour une grande ramification. La reconstruction thématique de l'œuvre fait apparaître les crimes, le tragique, la vengeance familiale, qui se dramatisent suivant la chronologie et la ramification généalogique, proche d'Hésiode. 22 pièces concernent des divinités ou le surnaturel. La division et la relation entre les parties et cycles sont considérées comme audacieuses et remarquables.
Pour les thématiques, Accius est proche des fresques pergaméniennes, à travers les motifs proches du Grand Autel de Pergame. La tragédie d'Accius met en scène plusieurs personnes commandées au malheur et au destin, confrontées à la fatalité implacable. Il est proche de la tragédie grecque en général, qui met en scène un héros d'origine divine. Il choisit des versions de mythes plus rares pour la continuité narrative. Il est remarqué par un style élevé et un ton pathétique. Ses pièces, écrites en latin, reprennent et adaptent des modèles grecs (genre littéraire, style, intrigue) et sont essentiellement inspirées d'Euripide ; certaines se réfèrent également à des événements de l'histoire romaine. 
Ses emprunts et sources sont très variés, portant la marque d'un important travail de recherche et une « imitation créatrice ». Il choisit Apollonios de Rhodes et surtout Hésiode, qu'il considère comme antérieur (peut-être une façon de le considérer supérieur) à Homère. Il s'inspire surtout d'Hésiode pour une tradition plus pessimiste et divergente de l'Illiade d'Homère : Achille est un despote, Ulysse est un sophiste fourbe, Agamemnon est lâche… 
L'œuvre est très majoritairement perdue, aucune pièce complète n'est parvenue. Il ne reste que des fragments d'une transmission indirecte, qui prend les citations souvent éparses et hors du contexte originel, pour la grammaire principalement ou des reprises. Il ne reste que 726 vers au total. Les fragments « certains » forment 650 vers pour les mythiques, 41 vers pour les prætextae et 35 vers incertains car non reliés à un titre. Il existe deux traditions de la transmission indirecte. La tradition majoritaire est celle des grammairiens avec 580 vers sur 691. Les plus importants sont Nonius Marcellus dans le De Compendiosa Doctrina (492 vers), Festus (24), Macrobe (17 vers), Priscien (26) et plusieurs autres auteurs de un à cinq vers. L'organisation des citations est facilitée par le contexte des cycles d'Accius et aussi par les habitudes des grammairiens, dont les méthodes sont globalement cernées. C'est le cas notamment de Nonius avec la lex Lindsay, et éventuellement Priscien et Macrobe avec l'ordre alphabétique. Le principe global étant que si des extraits de la même pièce sont disposés dans des lemmes proches, l'ordre de succession de ces citations est le même que celui de la tragédie. Même chose entre une citation principale et secondaire, permettant un rapprochement. D'autant que par souci de respecter l'exactitude orthographique et les règles de la grammaire, pour les dictionnaires et lexiques, les citations des grammairiens sont assez fidèles au texte d'origine. L'autre tradition indirecte, minoritaire, vient de la tradition littéraire, avec 94 vers pour Cicéron et 18 pour Varron. Le problème de cette tradition est qu'elle est parfois contaminée, allusive et cite les tragédies avec une certaine liberté.

#### Liste
- Premier cycle, les Pélopides
  - Première partie : protohistoire : Oenomaus (Crime de Pélops et Hippodamie d'où naissent Atrée et Thyeste), Chrysippus (Chrysippe est tué par ses demi-frères Atrée et Thyeste), Atreus (repas cannibale d'Atrée) et Pelopidae (inceste involontaire de Thyeste donnant naissance à Egisthe).
  - Deuxième partie, la guerre de Troie, avec quinze pièces : celles consacrées spécifiquement à la guerre comme Telephus, Hellenes, Achilles, Myrmidones, Nyctegresia, Epinausimache, Armorum Indicium, Neoptolemus, Philotecta ; et celles consacrées à sa chute : Antenoridae, Deiphobus, Persis, Astyanax, Troades et Hecuba.
  - Troisième partie, après-Troie conclut la généalogie des Pélopides : Clytaemnestra, Aegisthus, Agamemnonidae, Erigona, Eurysaces.
- Deuxième cycle, la guerre de Thèbes
  - Première partie, protohistoire : Prométhée, Io, Andromède et Minos. Io et Prométhée par leur union firent une lignée qui se retrouve dans les pièces du cycle.
  - Cycle thébain :
    - Geste de Dionysos : Stasiatae uel Tropauem Liberi, Bacchae, Athamas, Tereus[N 1],[22],[23],[24].
    - Geste des Argonautes : Phinidae et Medea uel Argonautae.
    - Geste de Calydon : Meleager, Melanippus et Diomedes

  - Partie centrale : Eriphyla, Phoenisae, Antigona, Epigoni, Alcmeo et Alphesiboea
  - Geste d'Hercule : Alcestis et Amphitruo, les deux pièces sont liées.
- Cycle inconnu : Brutus[N 2], Clutemestra[N 3], Decius uel Aeneadae (tragédie prétexte consacrée à Atlas, ancêtre violent des arcadiens), Thébais.

### Philologie, érudition
Accius est l'auteur de plusieurs ouvrages érudits. Varron le désigne comme un critique littéraire remarquable. Mais cette partie de l'œuvre est quasiment inconnue et très fragmentaire. Les traités évoqués sont les Didascalia (en neuf livres, réflexions sur la critique littéraire et artistique, du théâtre grec et latin, l'authenticité de certaines pièces de Plaute et la datation d'Homère et d'Hésiode), les Pragmatica, les Sotadei, les Annales, les Parerga et les Praxidica.
Il aurait fait des propositions en vue d'une réforme de l'orthographe latine.

### Style
La qualité littéraire d'Accius est considéré comme remarquable, avec une maîtrise de la langue. Son style est multiple voir surchargé. Il utilise de préférence le lexique archaïque, parfois créatif ou particulier (Hapax), avec des allitérations, une tonalité lyrique et rhétorique et une palette épique. Il utilise également la polymétrie et métrique grecque. Ses pièces ont été inspiré entre autres par des auteurs grecs classiques comme Euripide.

### Éditions
- La plus ancienne édition d'Accius est un manuscrit du XVIe siècle par Antonio Agustín, archevêque de Tarragone, assisté probablement de Gabriele Faerno. Ce manuscrit non publié est le codd. 7901 et 7902 de la Bibliothèque nationale d'Espagne[31].
- L'édition scientifique de référence des tragédies est celle de Otto Ribbeck (en) en 1852, 1871 et 1895 et souvent reprise depuis[32].

### Études
- Accius, Œuvres (fragments), Les Belles Lettres, coll. « Collection des Universités de France », 1995